# Championnat du monde de Formule 1 1951
Navigation
1950 1952
Le championnat du monde de Formule 1 1951 a été remporté par l'Argentin Juan Manuel Fangio sur Alfa Romeo.

## Règlement sportif
- Seuls les quatre meilleurs résultats sont retenus.
- L'attribution des points se fait selon le barème 8, 6, 4, 3 et 2 points avec 1 point pour l'auteur du meilleur tour en course.
- Plusieurs pilotes peuvent se relayer au volant d'une même voiture. Les points sont alors divisés, sans tenir compte du nombre de tours bouclés par chacun.

## Principaux engagés
Comme en 1950, la Formule 1 peine à offrir un plateau riche en quantité. On retrouve donc la confrontation entre les deux seules véritables grandes équipes que sont Alfa Romeo et Ferrari.
Alfa Romeo maintient logiquement sa confiance aux deux hommes forts de 1950, le champion en titre Giuseppe Farina et l'Argentin Juan Manuel Fangio. Ils seront notamment épaulés par Felice Bonetto, Luigi Fagioli et Consalvo Sanesi. Chez Ferrari, on retrouve le duo formé par les deux grands amis Alberto Ascari et Luigi Villoresi. Pour les épauler, Ferrari compte sur Piero Taruffi et sur le corpulent Argentin José Froilán González.
Liste complète des écuries et pilotes (hors Indianapolis) ayant couru dans le championnat 1950 de Formule 1 organisé par la FIA.
| Écurie                     | Constructeur    | Châssis                | Moteur                             | Pneus | Pilotes                    | Courses      |
| -------------------------- | --------------- | ---------------------- | ---------------------------------- | ----- | -------------------------- | ------------ |
| Écurie Belge               | Talbot-Lago     | T26C                   | Talbot 26CV 4.5 L6                 | D     | Johnny Claes               | 1, 3-8       |
| Philippe Étancelin         | Talbot-Lago     | T26C                   | Talbot 26CV 4.5 L6                 | D     | Philippe Étancelin         | 1, 3-4, 6, 8 |
| Yves Giraud-Cabantous      | Talbot-Lago     | T26C                   | Talbot 26CV 4.5 L6                 | D     | Yves Giraud-Cabantous      | 1, 3-4, 6-8  |
| Écurie Rosier              | Talbot-Lago     | T26C                   | Talbot 26CV 4.5 L6                 | D     | Louis Rosier               | 1, 3-8       |
| Écurie Rosier              | Talbot-Lago     | T26C                   | Talbot 26CV 4.5 L6                 | D     | Henri Louveau              | 1            |
| Écurie Rosier              | Talbot-Lago     | T26C                   | Talbot 26CV 4.5 L6                 | D     | Louis Chiron               | 3-8          |
| HW Motors                  | HWM             | 51                     | Alta 2.0 L4C                       | D     | George Abecassis           | 1            |
| HW Motors                  | HWM             | 51                     | Alta 2.0 L4C                       | D     | Stirling Moss              | 1            |
| Peter Whitehead            | Ferrari         | 125                    | Ferrari 125 1.5 V12C               | D     | Peter Whitehead            | 1, 4, 7      |
| Scuderia Ferrari           | Ferrari         | 375                    | Ferrari 375 4.5 V12                | P     | Luigi Villoresi            | 1, 3-8       |
| Scuderia Ferrari           | Ferrari         | 375                    | Ferrari 375 4.5 V12                | P     | Alberto Ascari             | 1, 3-8       |
| Scuderia Ferrari           | Ferrari         | 375                    | Ferrari 375 4.5 V12                | P     | Piero Taruffi              | 1, 3, 6-8    |
| Scuderia Ferrari           | Ferrari         | 375                    | Ferrari 375 4.5 V12                | P     | José Froilán González      | 4-8          |
| Alfa Romeo SpA             | Alfa Romeo      | 159                    | Alfa Romeo 158 1.5 L8C             | P     | Giuseppe Farina            | 1, 3-8       |
| Alfa Romeo SpA             | Alfa Romeo      | 159                    | Alfa Romeo 158 1.5 L8C             | P     | Juan Manuel Fangio         | 1, 3-8       |
| Alfa Romeo SpA             | Alfa Romeo      | 159                    | Alfa Romeo 158 1.5 L8C             | P     | Emmanuel de Graffenried    | 1, 7-8       |
| Alfa Romeo SpA             | Alfa Romeo      | 159                    | Alfa Romeo 158 1.5 L8C             | P     | Consalvo Sanesi            | 1, 3-5       |
| Alfa Romeo SpA             | Alfa Romeo      | 159                    | Alfa Romeo 158 1.5 L8C             | P     | Luigi Fagioli              | 4            |
| Alfa Romeo SpA             | Alfa Romeo      | 159                    | Alfa Romeo 158 1.5 L8C             | P     | Felice Bonetto             | 5-8          |
| Alfa Romeo SpA             | Alfa Romeo      | 159                    | Alfa Romeo 158 1.5 L8C             | P     | Paul Pietsch               | 6            |
| Enrico Platé               | Maserati        | 4CLT/48                | Maserati 4CLT 1.5 L4C              | P     | Louis Chiron               | 1            |
| Enrico Platé               | Maserati        | 4CLT/48                | Maserati 4CLT 1.5 L4C              | P     | Harry Schell               | 1, 4         |
| Enrico Platé               | Maserati        | 4CLT/48                | Maserati 4CLT 1.5 L4C              | P     | Emmanuel de Graffenried    | 4, 6         |
| Écurie Espadon             | Ferrari Veritas | 212 166 Meteor         | Ferrari 375 2.5 V12 Veritas 2.0 L6 | P     | Rudi Fischer               | 1, 6-7       |
| Écurie Espadon             | Ferrari Veritas | 212 166 Meteor         | Ferrari 375 2.5 V12 Veritas 2.0 L6 | P     | Peter Hirt                 | 1            |
| Écurie Belgique            | Talbot-Lago     | T26C                   | Talbot 26CV 4.5 L6                 | D     | Guy Mairesse               | 1, 4         |
| Écurie Belgique            | Talbot-Lago     | T26C                   | Talbot 26CV 4.5 L6                 | D     | André Pilette              | 3            |
| Écurie Belgique            | Talbot-Lago     | T26C                   | Talbot 26CV 4.5 L6                 | D     | Jacques Swaters            | 6-7          |
| José Froilán González      | Talbot-Lago     | T26C                   | Talbot 26CV 4.5 L6                 | D     | José Froilán González      | 1            |
| Pierre Levegh              | Talbot-Lago     | T26C                   | Talbot 26CV 4.5 L6                 | D     | Pierre Levegh              | 3, 6-7       |
| GA Vandervell              | Ferrari         | 375                    | Ferrari 375 4.5 V12                | P     | Reg Parnell                | 4            |
| GA Vandervell              | Ferrari         | 375                    | Ferrari 375 4.5 V12                | P     | Peter Whitehead            | 5            |
| Équipe Gordini             | Simca-Gordini   | 15 11                  | Gordini 15C 1.5 L4C                | E     | Robert Manzon              | 4, 6-8       |
| Équipe Gordini             | Simca-Gordini   | 15 11                  | Gordini 15C 1.5 L4C                | E     | Maurice Trintignant        | 4, 6, 8      |
| Équipe Gordini             | Simca-Gordini   | 15 11                  | Gordini 15C 1.5 L4C                | E     | André Simon                | 4, 6-8       |
| Équipe Gordini             | Simca-Gordini   | 15 11                  | Gordini 15C 1.5 L4C                | E     | Aldo Gordini               | 4            |
| Équipe Gordini             | Simca-Gordini   | 15 11                  | Gordini 15C 1.5 L4C                | E     | Jean Behra                 | 7            |
| Eugène Chaboud             | Talbot-Lago     | T26C                   | Talbot 26CV 4.5 L6                 | D     | Eugène Chaboud             | 4            |
| Scuderia Milano            | Maserati        | 4CLT/50 Milano 4CLT/48 | Maserati 4CLT 1.5 L4C              | P     | Onofre Marimón             | 4            |
| Scuderia Milano            | Maserati        | 4CLT/50 Milano 4CLT/48 | Maserati 4CLT 1.5 L4C              | P     | Paco Godia                 | 8            |
| Scuderia Milano            | Maserati        | 4CLT/50 Milano 4CLT/48 | Maserati 4CLT 1.5 L4C              | P     | Juan Jover                 | 8            |
| Joe Kelly                  | Alta            | GP                     | Alta 1.5 L4C                       | D     | Joe Kelly                  | 5            |
| BRM                        | BRM             | P15                    | BRM P15 1.5 V16C                   | D     | Reg Parnell                | 5, 7         |
| BRM                        | BRM             | P15                    | BRM P15 1.5 V16C                   | D     | Peter Walker               | 5            |
| BRM                        | BRM             | P15                    | BRM P15 1.5 V16C                   | D     | Ken Richardson             | 7            |
| BRM                        | BRM             | P15                    | BRM P15 1.5 V16C                   | D     | Hans Stuck                 | 7            |
| Bob Gerard                 | ERA             | B                      | ERA 1.5 L6C                        | D     | Bob Gerard                 | 5            |
| Brian Shawe-Taylor         | ERA             | B                      | ERA 1.5 L6C                        | D     | Brian Shawe-Taylor         | 5            |
| Scuderia Ambrosiana        | Maserati        | 4CLT/48                | Maserati 4CLT 1.5 L4C              | D     | David Murray               | 5-6          |
| John James                 | Maserati        | 4CLT/48                | Maserati 4CLT 1.5 L4C              | D     | John James                 | 5            |
| Philip Fotheringham-Parker | Maserati        | 4CL                    | Maserati 4CLT 1.5 L4C              | D     | Philip Fotheringham-Parker | 5            |
| Duncan Hamilton            | Talbot-Lago     | T26C                   | Talbot 26CV 4.5 L6                 | D     | Duncan Hamilton            | 5-6          |
| Toni Branca                | Maserati        | 4CLT/48                | Maserati 4CLT 1.5 L4C              | P     | Toni Branca                | 6            |
| Chico Landi                | Ferrari         | 375                    | Ferrari 375 4.5 V12                | P     | Chico Landi                | 7            |
| OSCA Automobili            | O.S.C.A.        | 4500G                  | O.S.C.A. 4500 4.5 V12              | P     | Franco Rol                 | 7            |
| Écurie Siam                | O.S.C.A.        | 4500G                  | O.S.C.A. 4500 4.5 V12              | P     | Prince Bira                | 8            |
| Georges Grignard           | Talbot-Lago     | T26C                   | Talbot 26CV 4.5 L6                 | D     | Georges Grignard           | 8            |

## Résumé du championnat du monde 1951
Domination de Fangio et Alfa Romeo

1951 reprend comme 1950 s'était terminé, par la victoire d'une Alfetta, celle de Juan Manuel Fangio sur le cassant circuit suisse de Bremgarten. Farina, troisième sur l'autre Alfetta, et Ascari et Villoresi hors des points, permettent à Alfa de débuter en fanfare. Piero Taruffi sauve l'honneur de la Scuderia avec une deuxième place. Alfa Romeo confirme sa domination lors du Grand Prix suivant, en Belgique où Farina s'impose et prend la tête du championnat du monde. Fangio reprend la tête du championnat à l'issue de sa victoire à Reims. Mais cette victoire ne lui rapporte que cinq points (une « demi-victoire » et le point du meilleur tour en course) puisqu'ayant abandonné sur casse mécanique, il est reparti au volant de la voiture de Fagioli.
Premières victoires de Ferrari

Le championnat change de physionomie à Silverstone, pour la quatrième manche du championnat (si l'on ne tient pas compte de l'Indianapolis 500) où, pour la première fois depuis la création du championnat du monde, la victoire échappe à Alfa Romeo. De plus en plus véloces, les Ferrari sont enfin parvenues à faire chuter les Alfa grâce à José Froilán González, pourtant équipé d'un modèle moins évolué que ses coéquipiers. Enzo Ferrari qui, avant d'être un constructeur à part entière, était le bras armé d'Alfa Romeo en compétition, aura ces mots restés célèbres pour évoquer la victoire de ses hommes face à son ancien employeur : « C'est comme si j'avais tué ma mère. »
La première défaite d'Alfa Romeo confirme la montée en puissance de la Scuderia Ferrari depuis plus d'un an. En Allemagne, puis en Italie, Ascari fait à deux reprises triompher le Cheval Cabré et se positionne au championnat sur les talons de Fangio, tandis que Farina est irrémédiablement distancé. À Barcelone, pour l'ultime Grand Prix de la saison, un meilleur choix de pneus permet à Fangio de dominer les Ferrari et de décrocher son premier titre mondial.

## Grands Prix de la saison 1951
Avec l'arrivée au calendrier d'une manche en Espagne et d'une autre en Allemagne (sur le gigantesque tracé du Nürburgring) et la disparition du Grand Prix de Monaco (qui en 1951 accueille une course sport et non pas la Formule 1), le calendrier s'enrichit donc d'une date par rapport à 1950.
On notera à nouveau la présence plus qu'artificielle au calendrier des 500 Miles d'Indianapolis, organisés seulement trois jours après le Grand Prix de Suisse.
| N° | Date         | Grand Prix                    | Lieu              | Vainqueur                        | Voiture            | Résumé |
| 8  | 27 mai       | Grand Prix de Suisse          | Bremgarten        | Juan Manuel Fangio               | Alfa Romeo         | Résumé |
| 9  | 30 mai       | Indianapolis 500              | Indianapolis      | Lee Wallard                      | Kurtis-Offenhauser | Résumé |
| 10 | 17 juin      | Grand Prix de Belgique        | Spa-Francorchamps | Giuseppe Farina                  | Alfa Romeo         | Résumé |
| 11 | 1er juillet  | Grand Prix de France          | Reims-Gueux       | Juan Manuel Fangio Luigi Fagioli | Alfa Romeo         | Résumé |
| 12 | 14 juillet   | Grand Prix de Grande-Bretagne | Silverstone       | José Froilán González            | Ferrari            | Résumé |
| 13 | 29 juillet   | Grand Prix d'Allemagne        | Nürburgring       | Alberto Ascari                   | Ferrari            | Résumé |
| 14 | 16 septembre | Grand Prix d'Italie           | Monza             | Alberto Ascari                   | Ferrari            | Résumé |
| 15 | 28 octobre   | Grand Prix d'Espagne          | Pedralbes         | Juan Manuel Fangio               | Alfa Romeo         | Résumé |

## Classement des pilotes
| Classement | Pilote                  | Pays        | Voiture               | Nombre de points |
| ---------- | ----------------------- | ----------- | --------------------- | ---------------- |
| 1er        | Juan Manuel Fangio      | Argentine   | Alfa Romeo            | 31 (37)          |
| 2e         | Alberto Ascari          | Italie      | Ferrari               | 25 (28)          |
| 3e         | José Froilán González   | Argentine   | Ferrari               | 24 (27)          |
| 4e         | Giuseppe Farina         | Italie      | Alfa Romeo            | 19 (22)          |
| 5e         | Luigi Villoresi         | Italie      | Ferrari               | 15 (18)          |
| 6e         | Piero Taruffi           | Italie      | Ferrari               | 10               |
| 7e         | Lee Wallard             | États-Unis  | Kurtis-Offenhauser    | 9                |
| 8e         | Felice Bonetto          | Italie      | Alfa Romeo            | 7                |
| 9e         | Mike Nazaruk            | États-Unis  | Kurtis-Offenhauser    | 6                |
| 10e        | Reg Parnell             | Royaume-Uni | BRM et Ferrari        | 5                |
| 11e        | Luigi Fagioli           | Italie      | Alfa Romeo            | 4                |
| 12e        | Consalvo Sanesi         | Italie      | Alfa Romeo            | 3                |
| 13e        | Louis Rosier            | France      | Talbot-Lago           | 3                |
| 14e        | Andy Linden             | États-Unis  | Sherman-Offenhauser   | 3                |
| 15e        | Emmanuel de Graffenried | Suisse      | Alfa Romeo            | 2                |
| 16e        | Jack McGrath            | États-Unis  | Kurtis-Offenhauser    | 2                |
| 16e        | Manny Ayulo             | États-Unis  | Kurtis-Offenhauser    | 2                |
| 18e        | Bobby Ball              | États-Unis  | Schroeder-Offenhauser | 2                |
| 19e        | Yves Giraud Cabantous   | France      | Talbot-Lago           | 2                |

## Liste des Grands Prix disputés cette saison ne comptant pas pour le championnat du monde de Formule 1
| Nom                             | Circuit          | Date         | Vainqueur                  | Constructeur  |
| ------------------------------- | ---------------- | ------------ | -------------------------- | ------------- |
| I Grand Prix de Syracuse        | Syracuse         | 11 mars      | Luigi Villoresi            | Ferrari       |
| XII Grand Prix de Pau           | Pau              | 26 mars      | Luigi Villoresi            | Ferrari       |
| IIIe Richmond Trophy            | Goodwood         | 26 March     | Prince Bira                | Maserati      |
| VIe Grand Prix de San Remo      | Ospedaletti      | 22 avril     | Alberto Ascari             | Ferrari       |
| I Grand Prix de Bordeaux        | Bordeaux         | 29 avril     | Louis Rosier               | Talbot-Lago   |
| IIIe BRDC International Trophy  | Silverstone      | 5 mai        | Reg Parnell                | Ferrari       |
| Ve Grand Prix de Paris          | Bois de Boulogne | 20 mai       | Giuseppe Farina            | Maserati      |
| Ve Ulster Trophy                | Dundrod          | 2 juin       | Giuseppe Farina            | Alfa Romeo    |
| Ier Grand Prix d'Écosse         | Winfield         | 21 juillet   | Philip Fotheringham-Parker | Maserati      |
| IIe Grand Prix des Pays-Bas     | Zandvoort        | 22 juillet   | Louis Rosier               | Talbot-Lago   |
| XIIIe Grand Prix de l'Albigeois | Albi             | 5 août       | Maurice Trintignant        | Simca-Gordini |
| XX Coppa Acerbo                 | Pescara          | 15 août      | José Froilán González      | Ferrari       |
| Ve Grand Prix de Bari           | Bari             | 2 septembre  | Juan Manuel Fangio         | Alfa Romeo    |
| IVe Goodwood Trophy             | Goodwood         | 29 septembre | Giuseppe Farina            | Alfa Romeo    |